# Diane Warren
Diane Eve Warren (Van Nuys, California; 7 de septiembre de 1956) es una compositora estadounidense. Alcanzó la fama a partir de 1983 y desde entonces, sus canciones han sido interpretadas por múltiples artistas y/o han aparecido en diversas películas. El éxito y reconocimiento de sus composiciones a través de los años provocaron que Peter Reichardt, antiguo jefe publicitario del sello discográfico EMI Music en Reino Unido la declarara «la compositora más importante en el mundo».
Warren ha alcanzado la cima del Billboard Hot 100 en nueve ocasiones y ha ingresado al top 10 en otras treinta y dos oportunidades. Es la única compositora en la historia de Billboard en ingresar con siete canciones (todas interpretadas por artistas diferentes) en sus listas. Su éxito en los Estados Unidos ha sido paralelo al de Reino Unido, en donde ha sido calificada como la tercera artista femenina de mayor éxito. Algunas de sus composiciones más reconocidas son: «Rhythm of the Night» de DeBarge, «Nothing's Gonna Stop Us Now» de Starship, «If I Could Turn Back Time» de Cher, «Because You Loved Me» de Céline Dion, «I Don't Want to Miss a Thing» de Aerosmith, «How Do I Live» de LeAnn Rimes o «Un-Break My Heart» de Toni Braxton, entre otras.
Ha recibido dieciséis nominaciones al premio Óscar y en 2022 recibió un Óscar honorífico por su trayectoria. También ha ganado dos Globo de Oro, un Grammy, un Emmy y tres premios Billboard.
Fue incluida en el Salón de la Fama de Compositores y recibió una estrella en el Paseo de la fama de Hollywood.

## Primeros años
Warren ha comentado que se sentía incomprendida y exótica cuando creció como una niña judía en Van Nuys, una localidad al 40 km al noroeste de Los Ángeles.
Cuando era niña era muy rebelde,
y le dijo a Scott Simon (de NPR) que cuando era adolescente se metió en problemas y terminó escapándose, pero regresó a su hogar porque extrañaba a su gato.
Cuando tenía 14 años empezó a escribir canciones.
«La música me salvó», dijo.
Warren también ha dicho que su madre le pidió que renunciara a su sueño de seguir una carrera como escritora de canciones, y que tomara un trabajo de secretaria.
Sin embargo, su padre creyó en ella y la animó.
Como homenaje a su padre por haberla alentado, Warren le escribió la canción Because you loved me (Porque me amabas).

## Carrera
Su primer éxito fue Solitaire (en 1983), que llevó a la cantante Laura Branigan (1952-2004) al séptimo lugar en las listas de éxitos de EE. UU.

En realidad es una especie de Emily Dickinson de la música pop. Igual que la solitaria gran poeta del siglo XIX de Nueva Inglaterra, conocida por sus versos simples pero elocuentes, Warren lleva una vida centrada casi exclusivamente en su arte.
Alanna Nash, en Good Housekeeping, 1998

La mayoría de las canciones de Warren tratan sobre temas románticos.
Nunca se ha casado.
En 1998, su empresa Realsongs y su socio internacional EMI Music Publishing, distribuyeron A Passion For Music (Pasión por la música), una caja de seis CD que difundió la obra de la compositora.
La oficina de EMI Music en Londres asistió en la distribución de 1200 ejemplares de esta caja.
La compilación no estuvo disponible comercialmente, y estaba destinada principalmente a la industria del cine y la televisión para su posible uso en bandas sonoras y otras actividades comerciales.
Ese mismo año presentó Una noche con Diane Warren en la intimidad (solo 110 asientos) del bar Bluebird, hogar de famosos compositores de canciones.
La Fundación Diane Warren —en colaboración con la Fundación ASCAP y la Fundación VH1 Save The Music— creó una iniciativa conjunta, a partir de 2000, llamado «Música en las escuelas».
La iniciativa ofrece partituras y partichelas, arreglos para banda, folios, libros y métodos musicales para cada una de las escuelas que ya son beneficiarias de instrumentos musicales de la Fundación VH1 Save The Music.
En 2004 (y en algunos países en 2005 o incluso 2006), Warren lanzó un disco recopilatorio de canciones de amor, titulado Diane Warren presents love songs (Diane Warren presenta canciones de amor), que incluye sus canciones de amor más notables, como Because you loved me, Love Will Lead You Back (¿Quién eres tu?) y Unbreak my heart (Regresa a mí).Todo el CD en voz del gran cantante Johnny Mathis y producido por Humberto Gatica.
La lista de canciones varía ligeramente en diferentes países.
En el CD se incluye la versión de How do I live (interpretada por Trisha Yearwood), no la versión pop de LeAnn Rimes, posiblemente debido a que Rimes ya tenía una canción (Can’t fight the moonlight) en esta misma colección.
Sin embargo, la canción For you I will (de Mónica), es una de las ausencias más notables de la colección.
Recientemente, Diane ha sido llamado «la Reina de la Balada».
Recientemente Warren colaboró en estudio con la cantante Ashanti (artista ganadora del Grammy) para ayudar con la producción de su nuevo disco The declaration (la declaración), que fue lanzado el 3 de junio de 2008.
También espera escribir canciones para el segundo disco de Leona Lewis en los próximos meses.
También en 2009, ella coescribió con Andrew Lloyd Webber la canción para la entrada del Reino Unido en el Festival de Eurovisión. La canción se llama It’s my time.
Fue cantada por Jade Ewen y alcanzó el quinto lugar, la mejor posición para el Reino Unido desde 2002.
En 2010, Diane Warren unió sus fuerzas con la empresa Avon como juez de celebridades para Avon Voices (las voces de Avon), primera competición en línea del mundo para encontrar talentos femeninos y competencia de composición de canciones para hombres y mujeres.
Una década después, en 2020, Diane Warren adaptó su canción "I'm standing with you" (nominada como Mejor Canción Original en los Premios Oscar 2020) al español, nombrándola como "Contigo estaré" con el fin de hacerla un himno de apoyo para las mujeres chilenas que, en su visión, luchan por la igualdad y por sus derechos. La compositora seleccionó a algunas cantantes en Chile para cantar su nueva versión, las intérpretes elegidas fueron María Colores, Simoney, María Jimena Pereyra, Yael Meyer, Karla Grunewaldt apoyadas por la voz de la propia Diane Warren desde Estados Unidos. La producción musical estuvo a cargo de Juan Cristóbal Meza y por Carlo Siliotto desde Los Ángeles, Estados Unidos y por Enzo Massardo desde los estudios de Atómica en Chile. "Contigo estaré" fue publicada el 8 de marzo de 2020 en medios de difusión digital.
El 22 de junio de 2022 anunciaron que le iban a dar un Oscar Honorífico tras 13 nominaciones, junto a Michael J.Fox y Peter Weir.

## Premios y distinciones
Premios Óscar
| Año  | Categoría              | Canción                        | Película               | Resultado |
| ---- | ---------------------- | ------------------------------ | ---------------------- | --------- |
| 1987 | Mejor canción original | "Nothing's Gonna Stop Us Now"  | Maniquí                | Nominada  |
| 1997 | Mejor canción original | "Because You Loved Me"         | Íntimo y personal      | Nominada  |
| 1998 | Mejor canción original | "How Do I Live"                | Con Air                | Nominada  |
| 1999 | Mejor canción original | "I Don't Want to Miss a Thing" | Armageddon             | Nominada  |
| 2000 | Mejor canción original | "Music of My Heart"            | (Música del corazón    | Nominada  |
| 2001 | Mejor canción original | "There You'll Be"              | Pearl Harbor           | Nominada  |
| 2015 | Mejor canción original | "Grateful"                     | Beyond the Lights      | Nominada  |
| 2016 | Mejor canción original | "Til It Happens to You"        | The Hunting Ground     | Nominada  |
| 2018 | Mejor canción original | "Stand Up for Something"       | Marshall               | Nominada  |
| 2019 | Mejor canción original | "I'll Fight"                   | RBG                    | Nominada  |
| 2019 | Mejor canción original | "I'm Standing with You"        | Breakthrough           | Nominada  |
| 2020 | Mejor canción original | "Io sì (Seen)"                 | The Life Ahead         | Nominada  |
| 2021 | Mejor canción original | "Somehow You Do"               | Four Good Days         | Nominada  |
| 2022 | Academy Honorary Award | Academy Honorary Award         | Academy Honorary Award | Ganadora  |
| 2022 | Best Original Song     | "Applause"                     | Tell It Like a Woman   | Nominada  |
| 2023 | Best Original Song     | "The Fire Inside"              | Flamin' Hot            | Nominada  |
| 2024 | Best Original Song     | "The Journey"                  | The Six Triple Eight   | Nominada  |

### ASCAP
- 1990: Pop Songwriter of the Year.
- 1991: Pop Songwriter of the Year
- 1993: Pop Songwriter of the Year
- 1998: Pop Songwriter of the Year por Because you loved me (Céline Dion), For you I will (Monica), How do I live (LeAnn Rimes, Trisha Yearwood), and Un-break my heart (Toni Braxton)[43]
- 1999: Pop Songwriter of the Year por Because you loved me (Céline Dion), How do I live (LeAnn Rimes, Trisha Yearwood), I don’t want to miss a thing (Aerosmith), and Un-break my heart (Toni Braxton)[44]
- 2000: Country Songwriter of the Year, por I don’t want to miss a thing (Mark Chesnutt) and I’ll still love you more (Trisha Yearwood)[45]

### Premios Broadcast Film Critics Association
- You haven’t seen the last of me (nominada).
- Do you feel me (nominada).
- There you’ll be (nominada).
- Music of my heart (ganadora).

### Premios Globos de Oro
- The Rhythm of the night, 44.º Golden Globe Awards (nominada).
- Nothing’s gonna stop us now, 46.º Golden Globe Awards (nominada).
- Because you loved me, 54.º Golden Globe Awards (nominada).
- There you’ll be, 59.º Golden Globe Awards (nominada).
- You haven’t seen the last of me, 68.º Golden Globe Awards (ganadora).
- Seen (Io Sì), 78.º Golden Globe Awards (ganadora).

### Premios Grammy
- Nothing’s gonna stop us now (nominada).
- Because you loved me, 39.º Grammy Awards (ganadora).
- How do I live (nominada).
- I don’t want to miss a thing (nominada).
- Reach (nominada).
- Music of my heart (nominada).
- There you’ll be (nominada).
- Til It Happens to You (nominada).

Fuente:

### Premios Satellite
- You haven’t seen the last of me (ganadora).
- Do you feel me (nominada).
- There you’ll be (nominada).
- I don’t want to miss a thing (ganadora).
- Til It Happens To You (ganadora).
- Seen (Io sì) (ganadora).

### Otros premios y honores
- 2011: Palm Springs International Film Festival’s (PSIFF) Frederick Loewe Music Award.
- 2006: Women in Film Crystal Award.
- 2001: Hollywood Film Festival Outstanding Achievement in Songwriting.
- 1997: 1998, 1999: Billboard Music Award Songwriter of Year.
- 2008: The Hollywood Reporter and Billboard’s Inaugural Film & TV Music Career Achievement Award.
- 2001: Hollywood Walk of Fame Star.
- 2001: Songwriters Hall of Fame.
- 2020: Capri Hollywood International Film Festival: Canción del año Io sì (Seen).
- 2020: Hollywood Music In Media Awards: Mejor canción original - Io sì (Seen).
- 2021: Premios Satellite: Mejor canción original: Io Sì (Seen)